# Nizza Monferrato
Nizza Monferrato är en ort och kommun i provinsen Asti i regionen Piemonte i Italien. Kommunen hade 10 290 invånare (2018).